# Герартс, Йеф
Йеф Ге́рартс (нидерл. Jef Geeraerts, полное имя Йо́зеф А́дриа́ан А́нна Ге́рартс (нидерл. Jozef Adriaan Anna Geeraerts); 23 февраля 1930, Антверпен, Бельгия — 11 мая 2015, Гент, Бельгия) — бельгийский (фламандский) писатель. Был колониальным администратором в Бельгийском Конго. После провозглашения независимости Конго он отправил жену и детей обратно в Бельгию, а в августе 1960 года сам вернулся в Бельгию. В течение последующих шести лет правительство выплачивало ему пособие. После чего он решил стать писателем и поступил в Брюссельский свободный университет для изучения германских языков. После окончания учёбы Йеф Герартс написал роман «Я всего лишь негр» (ранее Йеф Герартс написал свой самый первый роман «Горячая вода», однако, по неизвестным причинам, он так и не был опубликован). Затем стал писать детективы и триллеры. Наиболее знаменитый его роман «Дело Альцгеймера», написанный в 1985 году, был в 2003 году экранизирован в Бельгии и в 2022 году в США. Другой его роман, «Досье К.», написанный в 2002 году, был экранизирован в Бельгии в 2009 году.
В 2017 году в Бельгии был перенесён на экраны и роман Йефа Герартса «Двойное лицо». Фильм по мотивам романа снят под названием «Второе лицо» режиссёром Яном Верхейеном. Все три бельгийских фильма по произведениям Йефа Герартса составляют своеобразную трилогию.